# Погребальное искусство

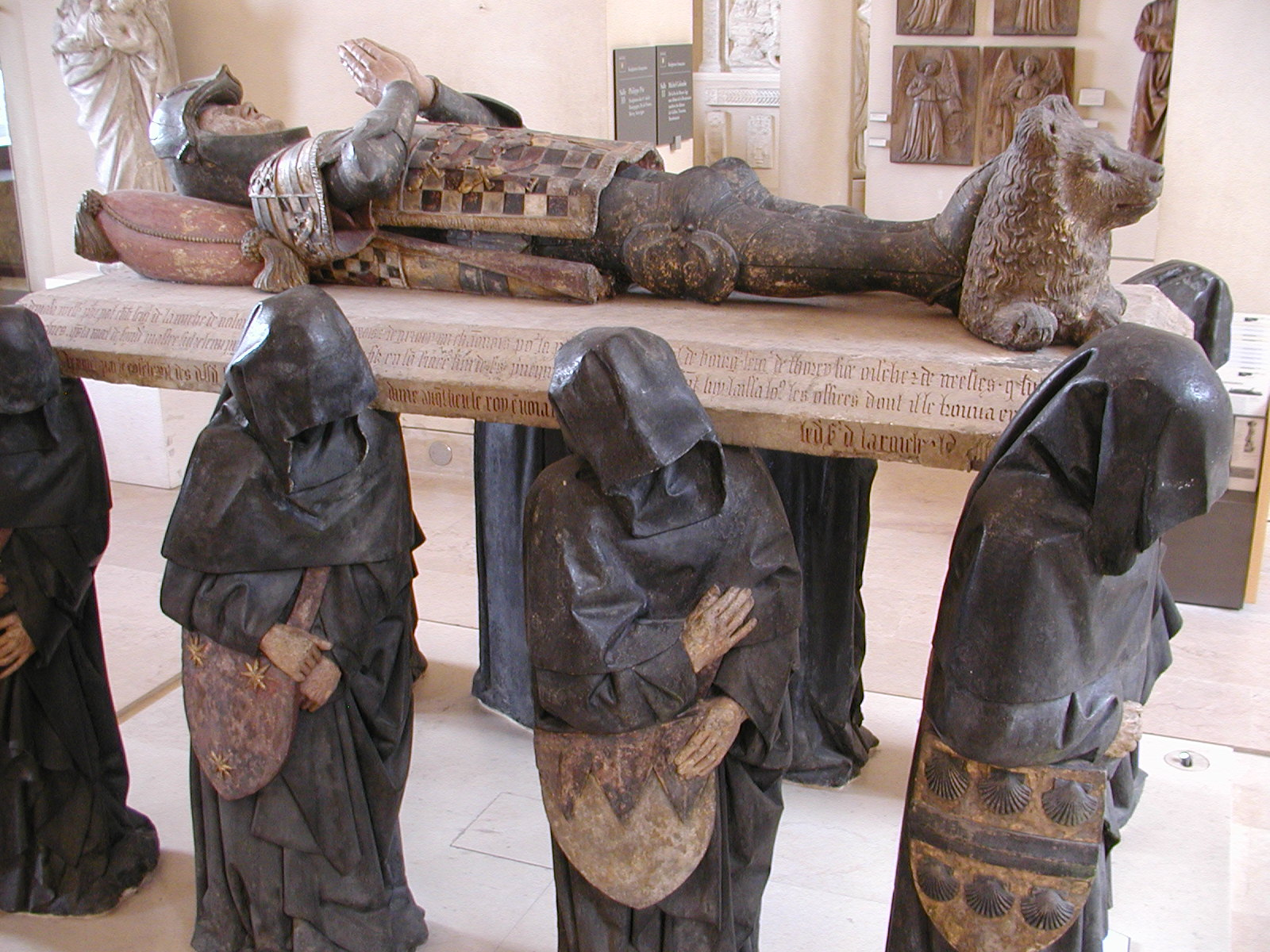
Могила Филиппа Пота — пример европейского погребального искусства

Погребальное искусство — те или иные произведения искусства, образующие места упокоения останков мёртвых или помещаемые в них. Данный термин также охватывает кенотафы — подобные гробницам памятники, которые не содержат человеческих останков, и мемориальные братские могилы погибших (например, военные мемориалы), которые могут содержать или не содержать человеческих останков.
Погребальное искусство может выполнять множество культурных функций. Оно может играть определённую роль в погребальных обрядах, служить (применительно к изделиям) для использования мёртвыми в их загробной жизни и прославлять жизнь и достижения умерших, являясь частью практики почитания родных предков или будучи частью публичного прославления достижений династии. Оно также может служить напоминанием о смертности человечества, выражением культурных ценностей и ролей и служить в качестве умилостивления духов мёртвых, поддерживая их доброжелательность и предотвращая их нежелательное вторжение в дела живых.
Первые подобные объекты, которым намеренно придавались эстетические качества, создавались, как считается, ещё неандертальцами более 50 000 лет назад и обнаруживаются почти во всех последующих человеческих цивилизациях; индуистская цивилизация, имеющая очень малое их количество, является заметным исключением. Многие из самых известных художественных творений цивилизаций прошлого — от египетских пирамид и гробницы Тутанхамона до терракотовой армии, окружающей гробницу императора Цинь Шихуанди, Мавзолея в Галикарнасе, некрополя Саттон-Ху и Тадж-Махала — представляют собой могилы или предметы, найденные внутри или вокруг них. В большинстве случаев специализированные произведения погребального искусства создавались для богатых и обладавших властью людей, хотя захоронения простых людей могли включать в себя простые памятники и похоронные предметы, как правило, из тех, которыми они владели.
Важным фактором в развитии традиций погребального искусства является выделение произведений, которые могли быть доступны для осмотра посетителями или общественностью после завершения церемонии похорон. Гробница Тутанхамона, например, несмотря на исключительное богатство, никогда предназначалась для лицезрения кем-либо после возведения, в то время как внешний вид пирамид был постоянной и очень эффектной демонстрацией силы их создателей. Подобное разделение можно увидеть в крупных восточноазиатских гробницах. В других культурах почти всё искусство, связанное с погребением, за исключением небольшого количества погребальных предметов, было предназначено для последующего осмотра общественностью, или, по крайней мере, возможность этого допускалась ответственными за сохранение могил. В этих культурах такие традиции, как скульптурные саркофаги и могильные памятники греческой и римской эпох, а позднее христианского мира, процветали. Мавзолеи, предназначенные для посещения, были самым значительным типом гробниц в античности, а затем распространились в исламской культуре.